# 伍賀厚
伍賀 厚（ごが ひろし、1902年6月8日 - 1983年11月16日）は、日本の政治家。岡山県西大寺市（現・岡山市）長。

## 来歴
岡山県上道郡可知村出身。上道郡可知実業補習学校卒。1922年、岡山県書記となり、のち、民生部勤労課長となる。1946年、岡山県庁を退職し、岡山市役所に転じ、理事兼復興第一部長となる。1947年、岡山市助役となる。1957年、西大寺市長選挙に立候補して、市議会副議長、元雄神村長の新人2人を破って初当選を果たした。1961年、無投票で再選を果たした。1965年、無投票で3選を果たした。1968年、岡山市から合併の申し入れを受けた。その後、1969年2月18日に岡山市と合併した。退任後は岡山市の市政相談員となった。1983年11月16日、腎不全のため死去した。